# Průklest
Průklest je druh řezu dřevin, kterým má být dosaženo prosvětlení koruny a obnovení vyváženého poměru mezi růstem a plodností (kvetením) dřeviny. Uvážlivým prořezáváním správně založená koruna stromu prořídne, rostliny udržovány v řádném stavu a omezeny na požadovaný prostor. Podíl růstu letorostů a ovoce je regulován, šíření nemocí je omezeno a provedení postřiků je průklestem usnadněno. Prořezávání tohoto typu za tímto účelem se provádí zpravidla v jarním nebo podzimním období, přičemž oba termíny mají své výhody a zápory.
Většina rostlin má snahu tvořit nadbytek výhonů. V přírodě mnoho z těchto výhonů samovolně uhyne vlivem zahuštění koruny nebo pro zastínění přilehlými dřevinami (samovolné prosychání koruny). Ovocnář obvykle odstraňuje z větve, které zahušťují a větve, které již nejsou výhodné pro stavbu koruny. Probírka větví je jako odstranění plevele v zahradě. Odstraněním plevele se zahradník zbavuje některých rostlin s cílem poskytnout větší prostor pro ty, které zůstávají. Při prořezávání se ovocnář zbavuje některých větví, aby ty, že i nadále může mít více prostoru, více slunečního světla nebo lepší tvar a velké množství výživy. Na mnoha ovocných stromech větve rostou tak hustě, že je péče o ně nepohodlná nebo náročná. Pro každý druh ovocných stromů nebo rostlin má pěstitel obvykle docela jasný ideál správného rozložení částí koruny stromu, kosterních větví a plodonosného obrostu (stavba koruny).

## Rovnováha mezi úrodou a růstem
Prořezávání některých plodonosných výhonů a zkrácení jiných je u ovocných stromů jedním z nejlepších způsobů prevence od nadúrody a střídavé plodnosti. Také rozumné prořezávání stimuluje nejen růst dřeva v následujícím období, ale zároveň ponechává dostatek květních pupenů na stromě, aby strom vytvořil tolik ovoce kolik lze ekonomicky vytvořit v dobré kvalitě. Vzhledem k tomu že neřezaný strom může produkovat více ovoce, než může dozrát, plody někdy předčasně opadají, zralé plody jsou obvykle nízké kvality a malé velikosti, může mít velmi slabý růst dřeva, bývá často slabý a nemocný.
Prořezávání v různých obdobích roku mívá jiný vliv na produkci letorostů a ovoce. Existuje staré pořekadlo, že „zahradník jde prořezávat v zimě na dřevo a v létě na ovoce“. Toto tvrzení je založeno na zkušenostech, které prokázaly, že nadměrný růst dřeva se obvykle tvoří na úkor produkce ovoce, a naopak. V této souvislosti by měl mít ovocnář na paměti rozdíl mezi růstem letorostů a tvorbou květů a plodů. Ovocné rostliny ve své nejlepší kondici by měly mít dostatečný vegetativní růst a přesto měly produkovat takové množství ovoce, jaké jen mohou mít bez snížení vitality stromu. V takových případech vegetativní aktivita a reprodukční aktivita je v rovnováze. Kdykoliv díky nesprávnému prořezávání nebo jakémukoliv špatnému hospodaření rostlina více než je obvyklé, roste, tvoří jen malé množství ovoce. Ovocné stromy, které mají mimořádně rychlý růst se často nedostanou do plodnosti v předpokládané době. Také prořezávání, které má za následek nadměrný růst, netvoří ve výsledku květní pupeny, dokud jejich vegetativní růst nezeslábne.
Je obecně známo, že omezení růstu letorostů často zvyšuje produkci ovoce, a na druhé straně, nadměrná produkce ovoce nebo nadúroda, má tendenci výrazně snižovat vegetativní růst stromu.
Prořezávání v zimě obvykle vede k silnému růstu dřeva. Je-li v zimním období proveden nadměrný řez, může zabránit mladým stromkům v předčasné plodnosti, A bezpochyby takový řez může dočasně snížit plodnost starých stromů. Výsledkem hlubokého řezu je stimulace růstu letorostů.
Prořezávání v létě, a to zejména v případě, že prořezávání je nadměrné, bude pravděpodobně mít za následek snížený růst dřeva. Přiměřeně hluboký řez v létě může mít za následek sklon k reprodukční činnosti a zvýšení plodnosti a postupnou ztrátu vitality.

## Obecné zásady
Měly by být dodržovány tyto zásady:
- Nenechávat „věšáky“ – čípky (výjimkou jsou práce ve školce) nebo je brzy odstraňovat.
- Práce provádět ostrým nářadím. Používat správné nářadí, tedy například nikoliv jednosečné nůžky a ostrou sekyrku.
- Před prací nebo po ukončení prací nářadí desinfikovat. Je mnoho chorob které lze přenášet infikovaným nářadím.
- Řez, především řez velkých větví, spíše neprovádět v případě silných mrazů a námrazy. Větve jsou více lámavé.
- Vždy je třeba odstranit zahušťující výhony rostoucí dovnitř korunky.
- Vždy je třeba zamezit předčasné plodnosti na úkor růstu.
- Vždy je třeba odstranit podrážející podnože.
- Nikdy se neprovádí silný řez v pozdním létě (konec srpna a září), aby nedošlo k rašení výhonů které nevyzrají.
- Vždy je třeba odstranit suché větší větve a podle možností i mumifikované plody.

### Zamazávat nebo nezamazávat
Mezi obecné zásady patří nezbytnost zamazávat rány latexem nebo stromovým balzámem (podstatně dražší možnost). Pokud však nehrozí nebezpečí infekce houbovými chorobami a jde o zdravou silnou dřevinu na místě nepřehuštěné výsadby a rána byla správně provedena, lépe se hojí rány které nejsou zamazány stromovým balzámem nebo latexem. Rozhodně je zbytečné zamazávat malé řezy, nebo rány po řezu nůžkami. Větší řezy na kmeni provedené v předjaří je vhodné vždy spíše zamazat. Různí autoři se rovněž různí v názoru na štěpařský vosk (JENTEN). V některých případech totiž impregnuje rány a tedy způsobuje více škody nežli užitku, v jiných se rány hojí srovnatelně s účinky stromového balzámu. V prodeji je nyní štěpařský vosk s obsahem růstových látek, který má napomáhat lepšímu hojení ran, vytváření kalusu. Rány se nedoporučuje zamazávat kaší smíchanou z jílu s příměsí kravince, blátem, a ani syntetickou barvou.

## Styl řezu
Styl prořezávání, které nakonec umožní, aby se ovocný strom nebo rostlina rozvíjel do své největší možné velikosti, je nazýván extenzivní. Spočívá spíše v průklestu než hlubokém řezu a je zejména vhodný pro takové stromy, jako jsou jablka a hrušky, ty jádroviny, které nesou ovoce na krátkém plodném obrostu. Méně vhodný je pro takové stromy, jako jsou broskve, které plodí na nových (loňských) letorostech, rozvíjejících se částech. To neplatí zcela bez výjimky, protože jsou bujně rostoucí odrůdy, které nesou ovoce spíše na loňských letorostech.
Styl prořezávání, který má tendenci snižovat a zmenšovat rostliny nebo stromy, je známý jako represivní řez. Provádí se řezem nových částí a může nebo nemusí být doprovázen řezem starších větví. Represivní prořezávání (nazývané v ČR „americký řez“) se běžně praktikuje na rostliny, které nesou ovoce na koncích nových letorostů, jako jsou broskve, maliny, ostružiny a réva. Pokud tento styl prořezávání není prováděn na takových stromech jako jsou broskve, větve budou velmi pravděpodobně velmi dlouhé, budou se lámat pod těžkou násadou ovoce a stromy budou zabírat více místa v sadu, než je nutné nebo žádoucí.V praxi takový špatně prováděný řez v ČR vede nevyhnutelně k předčasnému úhynu celé dřeviny, usychání, klejotoku, až nakonec zůstávají výhradně slabě rostoucí větve na vrcholu jinak zcela usychající broskvoně. Tento stav bývá způsobem úzkostlivou touhou po úrodě (mentální neschopností odřezat i některé zdravé silné větve na kterých by byly také plody) a zdůvodňován tvrzením, že broskvím a nektarinkám se v dané oblasti nedaří.
Represivní řez ve výsledku vede k posílení stromu nebo rostliny, zabraňuje poškození větví nadměrnou násadou ovocem, nesnižuje výrazně sklizeň, zvyšuje kvalitu a velikost plodů. Stromy jsou udrženy v požadovaných mezích, plody mohou být snadno sklizeny, dřeviny lze ošetřit snadno postřikem (u broskví v předjaří nezbytným).

## U různých druhů dřevin různě
Plodící části některých druhů rostlin, zejména vinné révy, ostružin, maliníku, jsou oslabeny úrodou ovoce, které není nezbytné. V takových případech je nutné pravidelné prořezávání, a zejména odstranění těch části dřevin, které kdysi nesly ovoce a tvarování nových plodonosných výhonů.
Mnoho druhů ovoce, například broskvoně, mají tendenci mít většinu ze svých plodů na nových (loňských) letorostech. Pokud je takovým dřevinám dovoleno růst bez řezu, strom nakonec strom nese ovoce pouze na špičkách větví (tedy mimo jiné vážné vady a špatného zdravotního stavu). V mnoha takových případech je ekonomické zkrátit větve z času na čas řezem, a tak udržovat plodonosné větve blíže hlavním větvím nebo kmeni. Některé odrůdy ovoce v některých půdách a klimatu mohou mít tendenci nasadit více plodů, než mohou snést. V některých jiných místech tytéž odrůdy mohou mít tendenci k tvoření nadbytku výhonů velmi malé plodnosti. Je-li rostlina nebo strom řezem upravena tak, že má více ovocných pupenů, než může nést ovoce, bude efektivní proředit prořezáváním některé z větví a výhonů ještě před květem. Toto odstranění části plodných výhonů může dovolit dřevině, aby celý svůj potenciál a sílu napřela na tvorbu ovoce, které zůstává. Pokud rostlina tvoří málo dřeva a listů, prořezávání ve správném ročním období může hodně pomoci její vitalitě.

## Zdravotní hledisko
Mnoho chorob ovocných rostlin, jako jsou padlí, rakovina, monilióza, a podobné choroby způsobují houbové choroby a bakterie, které se rychle množí a šíří v plantážích. Tyto choroby mohou být omezeny odstraněním infikovaných částí prořezáváním. Nemocné nebo poraněné části stromů nebo rostlin by měly být odstraněny a omezeno šíření patogenů, které způsobují choroby. Přehuštěné, špatně prořezané koruny napomáhají vývoji patogenů, zejména houbových chorob.
Obecná praxe v ochraně rostlin, v boji proti hmyzu a houbovým chorobám v posledních letech, má hodně co do činění s pečlivým průklestem. Při efektivní aplikaci postřiku je nezbytné, aby všechny části stromu byly pokryty aplikovanou látkou, ale to není možné, pokud strom není dobře ořezán.

## Technické pomůcky
Nástroje, které mají být použity v zahradnických činnostech závisí spíše na charakteru rostliny, která má být upravena řezem. Běžně pro rychlou a pohodlnou práci zručnému zahradníku postačí malé zahradnické nůžky a pilka s otočným listem. Při řezu lze ovšem použít následující zahradnické nářadí: zahradnické nůžky, pilka, pilka s otočným listem, pilka ocaska (nebo pila s výsuvnou čepelí), nůž žabka, motorová pila, nůžky na živý plot, nůžky s prodlouženou rukojetí, pilka s prodlouženou rukojetí, hydraulické nebo pneumatické nůžky a motorový plotořez. 
Vhodné je používat spolehlivé, byť drahé nářadí takového výrobce, které se při použití nerozpadá, s ergonomickou rukojetí, která nezpůsobuje otlaky při používání, s kvalitním ocelovým brousitelným břitem. Výrobky těchto parametrů nebývají vyráběny v Číně. Vhodné je vždy používat ostré nářadí, rukavice, chrániče, práci si dobře zorganizovat a dodržovat bezpečnost při práci s pomůckami. Že je pro rostlinu lepší a lépe se hojí rána ostrým nářadím, potvrdí každý, kdo se sám pořezal dobře nabroušeným zahradnickým nožem nebo nůžkami.
Pro malé rostliny, jako je réva a bobuloviny, jejichž části jsou ohebné, jsou nejvhodnější nůžky. Pro mladé stromy v ovocných sadech, jejichž větve jsou malé, bývají často použity pro prořezávání nože. Pro většinu pěstitelů ovoce při údržbě starších stromů, kde jsou větší větve, nebo musí být odstraněny nemocné části stromu, používá při prořezávání pily.V mnoha případech jsou rovněž nutné žebříky, nebo speciální pracovní plošiny – vyvýšené konstrukce na pohyblivém podvozku. 
Nůžky nejčastěji používané v zahradnictví jsou oboustranné ruční nůžky s ochranou proti rozevření. U různých výrobců jsou často drobné rozdíly v druhu rukojetí a pojistky proti rozevření. Pro prořezávání vzrostlých stromů, jsou používány nástroje s prodlouženou rukojetí a jsou užitečné zejména v mladých sadech, kde je mnoho výhonů, které musí být odstraněny, které jsou příliš velké, aby šly lehce odříznout s pomocí ručních nůžek.
Nůžky s prodlouženou násadou jsou podle některých zdrojů v prořezávání vzrostlých sadů téměř nepostradatelné. Řezná část je ovládána pomocí drátu se táhne od jednoho konce řezné části k ruční páce, která je upevněna dole na dlouhé rukojeti. S uvedenými nůžkami na dlouhé násadě ale těžko lze provádět řez bez ponechání nevhodných čípků, manipulace je obtížná a zdlouhavá a přesnost omezená.
Mezi nářadí pro ovocnáře velmi užitečné je zahradnická pila. Je používáno více typů. Typ pily s tenkou, zužující se čepelí (ocaska) je velmi populární, ačkoliv se je běžně používáno spíše obyčejné levné pily na rámu. Ovocnáři s oblibou používají pily s otočným listem. Tento typ umožňuje modifikovat úhel pilového listu před řezem a dovoluje tak hladký řez. Může být dobře nahrazen zakřivenou ocaskou, která se však snáze poškodí. Při řezu touto pilou je právě z toho důvodu vhodné spíše táhnout k sobě, než tlačit. Lze zakoupit pily na dlouhé násadě. Manipulace s nimi je obtížná a zdlouhavá a přesnost omezená. Kdysi byly používány i pily se sekáči nebo s užitečnými úchyty pro zavěšení na žebřík.
Kvalitní silný kapesní nůž se může použit jako nůž k prořezávání, ale nože vyrobené zejména pro zahradnické účely jako je žabka mají obvykle zahnutou čepel a rukojeť dostatečně velkou a takového tvaru, aby umožnila při řezu pevné uchopení.